# カレブ・チュクエメカ
チゴジエム・カレブ・チュクエメカ（英語: Chigoziem Caleb Chukwuemeka、2002年1月25日 - ）は、イングランドとオーストリア、ナイジェリアのサッカー選手。ポジションはFW。

## クラブ歴
オーストリアで生まれ、ノーサンプトンで育った。ノーサンプトン・タウンFCの下部組織から2020年にトップチームに昇格。同年2月にサザンフットボールリーグ1部のコービー・タウンFCに期限付き移籍し選手初出場。7月にはケタリング・タウンFCのトライアルに参加し、親善試合3試合に出場した。しかしそのままノーサンプトン・タウンに残留し、9月12日にフットボールリーグ1のトップチームで途中出場しノーサンプトン・タウンでの初出場を記録した。10月6日にEFLトロフィーでノーサンプトン・タウンでの初得点を記録、リーグ戦では10月31日に初得点を記録した。
2021年8月16日、プレミアリーグに所属し、弟が在籍しているアストン・ヴィラFCに完全移籍。U-23チームに配属され弟と再びチームメイトになった。8月24日に行われたEFLカップで弟と交代で途中出場し移籍後初出場を記録した。

## 個人
両親はともにナイジェリア人。弟のカーニー・チュクエメカもサッカー選手。